# Арай Мацурі
Арай Мацурі (18 січня 2001) — японська стрибунка у воду.
Учасниця Олімпійських Ігор 2020 року, де в стрибках з 1-метрової вишки посіла 25-те місце. У синхронних стрибках з 10-метрової вишки разом з Мінамі Ітахасі посіла 6-те місце.